# 博伊奇諾夫齊市鎮
43°31′N 23°23′E / 43.517°N 23.383°E

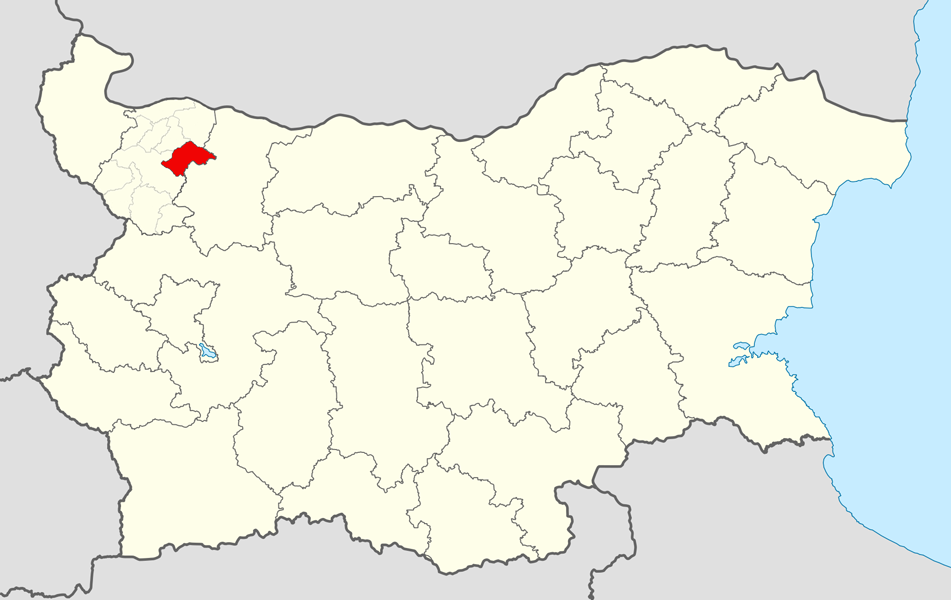

博伊奇諾夫齊市，是保加利亞的城鎮，位於該國西北部，由蒙塔納州負責管轄，首府設於博伊奇諾夫齊，面積307平方公里，2011年人口9,137，人口密度每平方公里29.8人。